# Grand Hôtel des Sablettes-Plage
Pour les articles homonymes, voir Sablettes.
Le Grand Hôtel des Sablettes-Plage est un hôtel français situé à La Seyne-sur-Mer, dans le Var. Cet établissement d'Hilton Hotels & Resorts est membre des Historic Hotels Worldwide depuis 2018.